# Кірхвайлер
Кірхвайлер (нім. Kirchweiler) — громада в Німеччині, розташована в землі Рейнланд-Пфальц. Входить до складу району Вульканайфель. Складова частина об'єднання громад Даун.
Площа — 6,31 км2. Населення становить 373 ос. (станом на 31 грудня 2020).